# Me Against Myself
Me Against Myself é o álbum de estreia do cantor Jay Sean lançado a 8 de Novembro de 2004.
Foram lançados três singles para a sua promoção, "Stolen", que alcançou a quarta posição na UK Singles Charts, "Eyes on You", alcançou a sexta, e "Dance With You", que alcançou a décima segunda. Também inclui a música "One Night (Dil Mera)"  que entrou na banda sonora do filme Bollywood, Kyaa Kool Hai Hum.

## Alinhamento de faixas
| N.º | Título                                      | Duração |  |
| 1.  | "Intro (Balcony Skit)"                      | 0:59    |  |
| 2.  | "Eyes on You"                               | 3:11    |  |
| 3.  | "One Night" (com Juggy D e Veronica)        | 3:05    |  |
| 4.  | "Don't Rush"                                | 3:49    |  |
| 5.  | "On and On"                                 | 3:39    |  |
| 6.  | "Stolen"                                    | 4:04    |  |
| 7.  | "Come With Me"                              | 4:11    |  |
| 8.  | "Holding On"                                | 4:37    |  |
| 9.  | "Interlude (Irony Skit)"                    | 1:01    |  |
| 10. | "Dance With You" (com Juggy D e Rishi Rich) | 2:56    |  |
| 11. | "Man's World (Ramta Jogi)"                  | 3:44    |  |
| 12. | "I Believe In You"                          | 3:23    |  |
| 13. | "One Minute"                                | 4:04    |  |
| 14. | "Meri Jaan" (com Juggy D)                   | 3:11    |  |
| 15. | "Me Against Myself"                         | 3:11    |  |
| 16. | "You Don't Know Me"                         | 3:00    |  |
| 17. | "Who Is Kamaljit"                           | 3:44    |  |

## Faixas retiradas
- "Girlfriend"
- "Chance On You"
- "Just Wanna Love Ya"
- "Push It Up (Ajaa Kurieh)"

## Desempenho

### Posições
| Tabelas musicais (2008) | Entidade oficial                         | Melhor posição | Certificação | Vendas      |
| ----------------------- | ---------------------------------------- | -------------- | ------------ | ----------- |
| UK Albums Chart         | The Official UK Charts Company           | 29             | Ouro         | 300,000     |
| İndian Albums Chart     | The Official İndian Albums Chart Company | 1              | 5× Platina   | + 2,000,000 |